# موشيه ليفين
موشيه ليفين (بالفرنسية: Moshe Lewin)‏ هو أستاذ جامعي ومؤرخ بولندي وفرنسي وأمريكي، ولد في 7 نوفمبر 1921 في فيلنيوس في ليتوانيا، وتوفي في 14 أغسطس 2010 في باريس في فرنسا.